# グレプ (キエフ大公)
グレプ・ユーリエヴィチ（Глеб Ю́рьевич, ? - 1171年1月20日）は、キエフ大公（在位：1169年 - 1171年）。父はユーリー・ドルゴルーキー。妻はキエフ大公イジャスラフ3世の娘。

## 生涯
ユーリー・ドルゴルーキーの第7子として生まれ、1147年の年代記記事に初めて登場する。
1149年に父ユーリーが大公位に就くと、彼はカネフを与えられる。
1151年にはペレヤスラヴリを獲得する。
1154年にはキエフを包囲するがこれに失敗する。
1160年にはペレヤスラヴリに援助を求めてきた岳父イジャスラフ3世を追い払う。
1168年には他の公と共にポーロヴェツ（クマン人）に遠征し、彼らを打ち破る。
兄アンドレイ・ボゴリュブスキーと共に、1169年にキエフを攻め、その陥落後に、兄により、キエフ大公位につけられる。
1170年には、ムスチスラフ（2世）によるキエフへの行軍を知り、キエフを捨ててペレヤスラヴリに退却、ムスチスラフの撤退後には再度キエフの大公位につき、そのまま1171年に死去。
彼の死後、キエフをドロゴブシ公ウラジーミルが短期間占領する。

## 妻子
1人目の妻とは1154年に死別した。2人目の妻はチェルニゴフ公イジャスラフの娘（1155年もしくは1156年結婚）。子には以下の人物がいる。
- ウラジーミル
- イジャスラフ
- オリガ